# San Andrés Xecul
San Andrés Xecul – miasto na południowym zachodzie Gwatemali, w departamencie Totonicapán. Według danych statystycznych z 2012 roku liczba mieszkańców wynosiła 21 993 osób. 
San Andrés Xecul leży około 18 km na zachód od stolicy departamentu – miasta Totonicapán. Miejscowość leży na wysokości 2435 metrów nad poziomem morza, w górach Sierra Madre de Chiapas.

## Gmina San Andrés Xecul
Miejscowość jest także siedzibą władz gminy o tej samej nazwie, która jest jedną z ośmiu gmin w departamencie. W 2010 roku gmina liczyła 32 663 mieszkańców. Gmina jak na warunki Gwatemali jest średniej wielkości, a jej powierzchnia obejmuje 212 km². Mieszkańcy gminy utrzymują się głównie z uprawy roli i rzemiosła.  W rolnictwie dominuje uprawa jęczmienia, pszenicy, kukurydzy, owsa, ziemniaków, fasoli i jabłek.  Gmina jest znana z produkcji wyrobów ze skóry, bawełnianych wyrobów włókienniczych, wyrobów z drewna i cegieł z gliny.